# Шаховцов, Виталий Иванович
Вита́лий Ива́нович Шаховцо́в (9 мая 1924, Славянск — 26 апреля 1969, Полтава) — украинский советский художник, живописец и график, организатор полтавской областной организации Национального союза художников Украины, руководитель городской организации Общества художников и Художественного фонда, директор и преподаватель Луганского художественного училища, лауреат Сталинской премии, работавший в жанрах пейзажа, портрета, жанровой сцены и графики.

## Биография
Родился 9 мая 1924 года в городе Славянске. Его отец Иван Николаевич, бывший офицер-белогвардеец, был вынужден эмигрировать, но позднее репатриировался вместе с женой Тодоркой Васильевной (Васильевой), болгарской коммунисткой, ставшей матерью художника. Вскоре после рождения сына родители его переехали в Харьков, где Виталий и провёл детство. Уже учась в начальной школе, он увлёкся рисованием и по совету родителей поступил в художественную студию Харьковского дворца пионеров. В возрасте 11 лет юный художник получил свою первую награду — премию областной выставки за выполненный с натуры натюрморт.
Во время массовых репрессий родители Виталия были казнены по надуманному обвинению в работе на иностранную разведку — в 1935 году расстреляли его мать, которая работала сотрудницей газеты „Колективист", а в 1938 году и отца,  после чего Виталий был помещён в детский дом для детей «врагов народа», где и познакомился с будущей женой Ниной. После окончания семилетки будущий художник переехал к родственникам в Полтаву, где до начала войны окончил восьмой класс в школе № 1.

### Великая Отечественная война
После окончания в Актюбинске эвакуированной в Казахстан в сентябре 1941 года Харьковской артиллерийской спецшколы № 14 Виталий Иванович 20 марта 1942 года был призван в Красную Армию. За бесстрашие в бою он был награждён медалью «За отвагу», а в 1945 году вступил в ВКП(б). Окончание войны Виталий встретил в Австрии, в звании сержанта и должности вычислителя взвода управления 1-го дивизиона 164 гаубичной артиллерийской бригады БМ 31-й артиллерийской дивизии прорыва РГК. Уволился в запас в январе 1948 года.

### Становление
После увольнения в запас Виталий Иванович некоторое время работал художником при Доме офицеров Центральной Группы Войск в Вене, а в 1948 году переехал в Москву и поступил в Московское художественно-промышленное училище им. М. И. Калинина, однако из-за материальных трудностей уже через год оставил учёбу, вернулся в Полтаву и поступил на работу художником на Полтавский горпромкомбинат.
В 1952 году Шаховцов, как способный художник, был направлен на обучение в Харьковский государственный художественный институт, где учился живописи и графике у А. Кокеля, В. В. Сизикова и С. Ф. Беседина. Его дипломная работа «На фронтовых дорогах» была признана одной из лучших работ выпускников художественных вузов страны, опубликована в журнале «Огонёк» и показана на выставке в Москве. За эту работу художнику была присуждена Сталинская стипендия.
В 1956 году расстрелянный отец Виталия был реабилитирован.

### Зрелость
В 1958 году Шаховцов с отличием окончил институт и вернулся в Полтаву. При его активном участии было организовано полтавское отделение Союза художников Украины. В 1959 году он был избран членом его правления, членом художественного совета и ведущим художником общества, а через некоторое время — главой городской организации Союза художников и Художественного фонда. Виталий Иванович приложил немало усилий для открытия в Полтаве художественного салона и первой в Полтавской области сельской картинной галереи. При содействии Виталия Шаховцова была развёрнута активная выставочная деятельность в Полтавской области. Его учениками были полтавские художники А. Гонтарь, В. Трохимец-Милютин, Ю. Страшко, Е. Путря, А. Сербутовский и другие.
Живописные и графические работы художника были положительно оценены критикой — отмечалось его мастерство как пейзажиста, портретиста и автора жанровых сцен при лаконичности выразительных средств. Украинский художник Павел Горобец характеризовал Шаховцова как «естественного портретиста». На прошедшей в 1960 году в Москве выставке, посвящённой декаде украинской литературы и искусства, были показаны четыре работы Виталия Ивановича: «Впервые в школу», «Хозяин», «С поля», «Колхозные кузнецы». Критики начала XXI века отмечали его крупный мазок и сравнивали живопись Шаховцова с «русским сезанизмом» начала XX века, отмечая при этом её жизненность.

### В Луганске
В 1966 году Шаховцов принял приглашение на должность преподавателя Луганского художественного училища и в том же году стал его директором, каковую должность занимал до своей гибели весной 1969 года.

## Участие в выставках
- 1954 — Украинская ССР: Полтавская областная художественная выставка, посвящённая 300-летию воссоединения Украины с Россией.
- 1957 — Украинская ССР: Выставка произведений молодых художников, посвящённая фестивалю молодежи Украинской ССР. 1957 г.
- 1958 — Москва: Шестая всесоюзная выставка дипломных работ студентов художественных вузов СССР выпуска 1957 и 1958 гг.
- 1960 — Москва: Выставка, посвящённая декаде украинской литературы и искусства.
- 1964 — Киев: Юбилейная художественная выставка, посвящённая 150-летию со дня рождения Т. Г. Шевченко.

## Память
В мае 2004 года на доме по улице Гоголя, 21 в Полтаве была открыта мемориальная доска памяти В. И. Шаховцова из розового гранита (108х54 см) с барельефом и надписью «В этом доме с 1958 по 1964 гг. жил и работал известный художник Шаховцов Виталий Иванович, один из основателей Полтавской областной организации Национального союза художников Украины» (авторы: художник-скульптор -  Евгений Путря, работа по камню - Николай Посполитак, архитектор - Анатолий Чернощёков).
В 2004 году по случаю 80-летия художника был снят документальный фильм «Художник Виталий Шаховцов. Палитра его жизни» режиссер Алла Гусак (Полтава).